# Michael Astroh
Michael Astroh (* 1954) ist ein deutscher Philosoph.

## Leben
Ab 1972 studierte er Philosophie, Germanistik und Romanistik in Bonn und Köln, Paris und Löwen (1982 Lizenziat und Promotion am Hoger Institut voor Wijsbegeerte der Löwener Universität). Nach der Habilitation 1991 für Philosophie an der Universität des Saarlandes war er von 1995 bis 2020 Professor für Philosophie mit den Schwerpunkten Ästhetik und Kulturphilosophie an der Universität Greifswald.
Seine Interessensgebiete sind Ästhetik, Phänomenologie und Geschichte der nichtklassischen Logik.

## Schriften (Auswahl)
- Urteilstheoretische Elemente in der philosophischen Logik Bertrand Russells und Gottlob Freges. 1982 (kuleuven.limo.libis.be).
- Grundbestimmungen einer Theorie der signitiven Prozesse. Elemente der Propädeutik formaler Logik. 1982 (kuleuven.limo.libis.be).
- mit Dietfried Gerhardus und Gerhard Heinzmann (Hrsg.): Dialogisches Handeln. Eine Festschrift für Kuno Lorenz. Spektrum Akademischer Verlag, Heidelberg, Berlin, Oxford 1997, ISBN 3-8274-0217-4.
- Hrsg.: Grenzen rationaler Orientierung (= Philosophische Texte und Studien. Band 68). Olms, Hildesheim 2003, ISBN 3-487-11834-3.
- mit Anja Ziebarth (Hrsg.): Friedrich Gräsel. Mit Oeuvre-Katalog auf DVD. Wienand, Köln 2007, ISBN 3-87909-927-8.
- mit Carsten Ahrens, Annette Meyer zu Eissen: Unruhe. Hrsg.: Weserburg Museum für moderne Kunst. Verlag für moderne Kunst, Nürnberg 2010, ISBN 978-3-86984-149-6 (deutsch, englisch, Katalog zu einer Ausstellung von Thomas Hartmann).
- Konzerthäuser. Hrsg.: Michel Maugé. M:con-Ed., Mannheim 2012, ISBN 3-9814220-0-7 (mit Fotografien von Manfred Hamm).